# Aparan
Aparan (in armeno Ապարան?) è un comune dell'Armenia di circa 6 700 abitanti (2011) della provincia di Aragatsotn in Armenia, costituita da una popolazione mista di armeni e curdi. La città era chiamata Bash Aparan (Բաշ Ապարան) fino al 1935.